# Renato Münster
Renato Enrique Münster Gripe (Santiago de Xile, 1965) és un actor xilè.

## Televisió
Com a presentador
- 2001-2002 : Todo es baile (Canal 13)

Telenovel·les
- La invitación (Canal 13, 1987) - Jacinto
- El milagro de vivir (TVN, 1990) - Miguel Angel Sandoval
- Volver a empezar (TVN, 1991) - Hugo
- El palo al gato (Canal 13, 1992)
- Ámame (TVN, 1993) - Marcos Miretti
- Caminos cruzados (Televisa, 1994)
- Rompecorazón (TVN, 1994) - Juan Antonio Miranda
- Juegos de fuego (TVN, 1995) - Ignacio Ugarte
- Loca piel (TVN, 1996) - Emilio Duval
- Rossabella (Mega, 1997) - Agustín
- A todo dar (Mega, 1998) - José Miguel
- Travesuras del corazón (Panamericana Televisión -Perú-, 1998)
- Algo está cambiando (Mega, 1999) - Tomás Zúñiga
- Santo ladrón (TVN, 2000) - Marcos
- Buen partido (Canal 13, 2002) - Rafael Montes
- Machos (Canal 13, 2003) - Pedro Pablo Estévez
- Don Floro (Mega, 2004) - Guido Zacarelli
- Xfea2 (Mega, 2004) - Germán Carranza
- Es cool (Mega, 2005) - Pedro Pablo Valdivieso
- Amor por accidente (TVN, 2007) - Joaquín Infante
- Vivir con 10 (Chilevisión, 2007) - Sacerdote
- Papi Ricky (Canal 13, 2007) - Flavio
- Primera dama (Canal 13, 2010) - José Astudillo "Diablo José"
- 40 y tantos (TVN, 2010) - Juez del registro civil
- Maldita (Mega, 2012) - Jean Clau Piquet
- Verdades ocultas (Canal 13, 2017) - José Soto[1]
- Amor a la Catalán (Canal 13, 2019) - Walter Ruiz